# Pasquino
Pasquino è la più celebre statua parlante di Roma, divenuta figura caratteristica della città fra il XVI ed il XIX secolo.
Ai piedi della statua, ma più spesso al collo, si appendevano nella notte fogli contenenti satire in versi, dirette a farsi beffe anonimamente di personaggi pubblici più importanti; da esse emergeva, non senza un certo spirito di sfida, il malumore popolare nei confronti del potere e l'avversione alla corruzione ed all'arroganza dei suoi rappresentanti. La preminenza di Pasquino sulle altre cinque statue è data dal fatto che tali volantini venivano (e vengono tuttora) chiamati Pasquinate. A tutt'oggi, inoltre, è l'unica delle sei statue parlanti a cui esse vengono ancora apposte, sebbene non più sulla statua o sul basamento ma su una bacheca appositamente predisposta.

## Descrizione e identificazione
La statua è un frammento di un'opera in stile ellenistico, risalente probabilmente al III secolo a.C., danneggiata nel volto e mutilata degli arti; è comunque possibile distinguere una figura principale maschile, probabilmente vestita di un'armatura, col viso rivolto verso l'alto; nello stesso blocco è intagliato quello che sembra il busto di un secondo personaggio, quasi completamente eroso, sul quale è ben discernibile la mano del primo protagonista. La figura è stata interpretata come un guerriero greco nell'atto di uccidere un nemico, oppure un gruppo di due guerrieri, l'uno che sorregge l'altro. È probabile che si tratti del frammento della copia di un gruppo dello scultore Antigonos raffigurante Menelao che sostiene il corpo di Patroclo morente, del quale esistono numerose repliche, tra cui una pressoché completa in marmo conservata nella Loggia dei Lanzi a Firenze. Precedenti attribuzioni ritenevano che raffigurasse Aiace con il corpo di Achille oppure Ercole in lotta con i Centauri.

## Storia
Fu ritrovata nel 1501 durante gli scavi per la pavimentazione stradale e la ristrutturazione del Palazzo Orsini (oggi Palazzo Braschi), proprio nella piazza dove oggi ancora si trova (allora detta piazza di Parione ed oggi piazza di Pasquino). Secondo le prime interpretazioni, si ritenne che fosse impiegata per l'ornamento dello Stadio di Domiziano, oggi coperto dalla piazza.
La ristrutturazione, di cui si occupò anche il Bramante, fu eseguita per conto dell'influente cardinale Oliviero Carafa; il prelato, che si sarebbe stabilito nel prestigioso palazzo, insistette per salvare l'opera, da molti ritenuta invece di scarso valore, e la fece sistemare nell'angolo in cui ancora si trova, applicandovi lo stemma dei Carafa ed un cartiglio celebrativo.
Presto si diffuse il costume di appendere nottetempo al collo della statua fogli contenenti le cosiddette "pasquinate", satire in versi, dirette a pungolare i personaggi pubblici più importanti. Ogni mattina le guardie rimuovevano i fogli, ma ciò avveniva sempre dopo che erano stati letti dalla gente. In breve tempo la statua di Pasquino divenne fonte di preoccupazione, e parallelamente di irritazione, per i potenti presi di mira dalle pasquinate, primi fra tutti i papi.
Diversi furono i tentativi di eliminarla: il primo fu il forestiero Adriano VI (ultimo papa "straniero" prima di Giovanni Paolo II), durante il suo breve e controverso pontificato (1522-1523), che tentò di disfarsene, ordinando di gettarla nel Tevere; fu distolto quasi in extremis dai cardinali della Curia, che intravidero il pericolo e la possibile portata di un simile "attacco" alla congenita inclinazione alla satira del popolo romano. Anche Sisto V (1585-1590) e Clemente VIII (1592-1605) tentarono invano di eliminare la scomoda statua.
Quando altri, successivamente, la fecero vigilare notte e giorno da guardie, le pasquinate apparvero infatti ancora più numerose ai piedi di altre statue: l'idea era stata di Benedetto XIII (1724-1730), che emanò anche un editto che garantiva la pena di morte, la confisca e l'infamia a chi si fosse reso colpevole di pasquinate. In realtà già nel 1566, sotto Pio V, Niccolò Franco era stato accusato di essere l'autore delle pasquinate e per questo condannato a morte e giustiziato sulla forca. Le pasquinate però non tacciono, e ai versi propagandistici si sostituiscono invettive moraleggianti, soprattutto nei confronti di un dilagante nepotismo e di una certa "prostituzione di lusso".
Verso dopo verso, Pasquino era di fatto asceso ad un rango di specialissimo antagonista della figura papale, simboleggiando il popolo di Roma che punteggiava coi suoi commenti gli eccessi di un sistema col quale conviveva con sorniona sufficienza. Pasquino segnalava che, per la sua particolare storia, Roma sapeva valutare anche figure che assommavano in sé il massimo potere religioso ed il massimo potere di governo, riuscendo a scorgerne le eventuali umane modestie, a rimarcarne velleità e malefatte; come tale, era fisiologicamente un punctum dolens dei vescovi di Roma. Celebri divennero anche i dialoghi a distanza con il Marforio, altra famosa statua parlante di stanza sul Campidoglio.
La produzione di pasquinate si attenuò notevolmente con la fine del potere temporale del Papa, con la breccia di Porta Pia, che metteva il popolo romano di fronte a nuovi tipi di sovrano, a nuovi tipi di stato. Si è detto che Pasquino sia stato "distratto" dalla contemporanea messa in circolazione dei sonetti del Belli, che col suo spirito mostravano più di qualche apparentamento e che nel medesimo senso proseguivano la sua opera; in ogni caso la statua, priva del suo antico bersaglio, smise di essere teatro di un evento periodico e da allora fogli appesi se ne videro solo saltuariamente, avendo di mira tipicamente il nuovo governo unitario della città eterna. Per esempio, nel 1938, in occasione dei preparativi per la visita di Hitler a Roma, Pasquino riemerse dal lunghissimo silenzio per notare la vuota pomposità degli allestimenti edilizi e scenografici, che avevano messo la città sottosopra per mesi:
te sei vestita tutta de cartone

pe' fatte rimira' da 'n imbianchino

venuto da padrone!»
( Vincenzo Cerami, Pensieri così, Milano, Garzanti, 2002,  p. 20.)
Fortemente danneggiata dallo smog e dall'incuria, la statua di Pasquino è stata restaurata alla fine del 2009, per essere inaugurata, assieme ad una nuova recinzione con colonnette di travertino, il 10 marzo 2010. Attualmente, inoltre, non è più possibile attaccare le "pasquinate" direttamente sulla statua o sul suo basamento, come da tradizione: a tale scopo è stata infatti allestita un'apposita bacheca ai piedi di Pasquino.

## Pasquinate

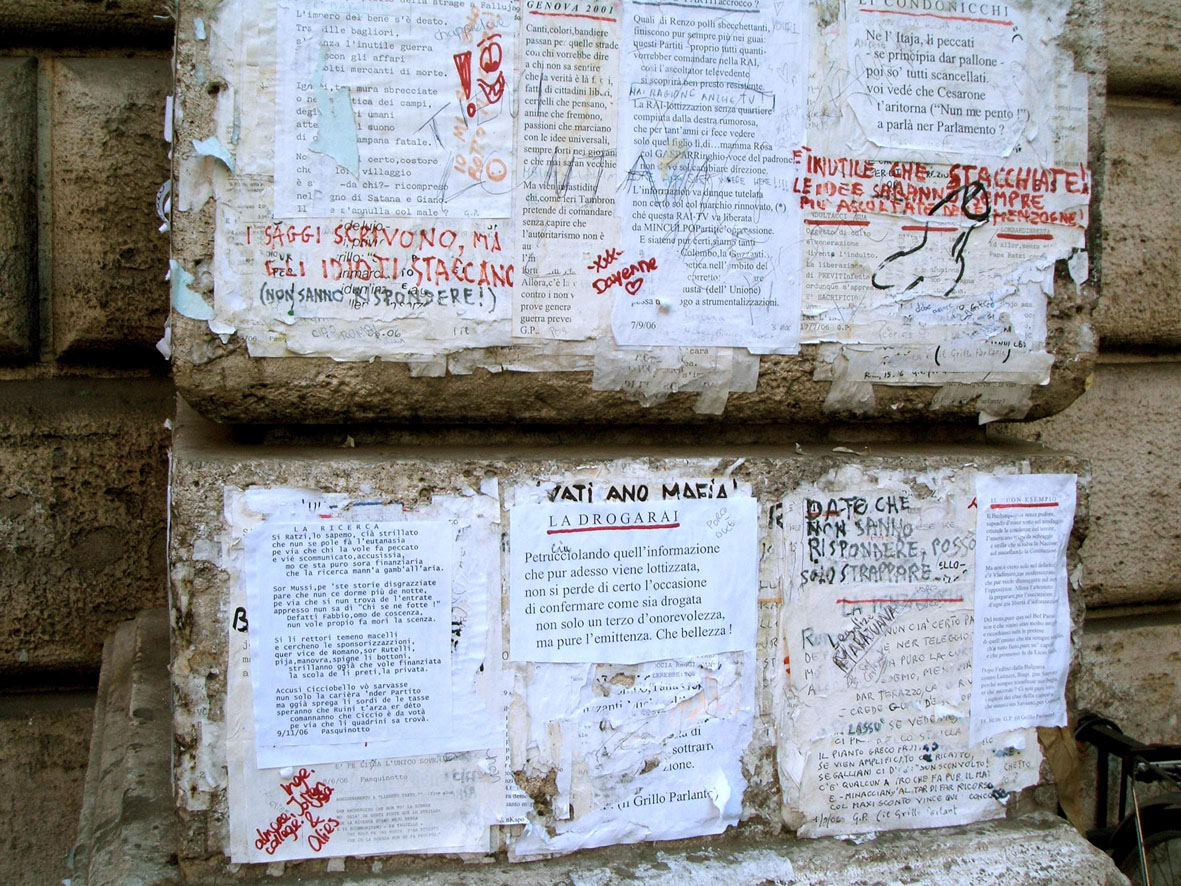
Alcune pasquinate moderne.

Le cosiddette pasquinate erano dei cartelli e dei manifesti satirici che durante la notte venivano preferibilmente appesi al collo di alcune statue (fra cui Pasquino, da cui il nome) posizionate in luoghi frequentati della città, in modo che al mattino successivo potessero essere visti e letti da chiunque, prima che la polizia dell'epoca li asportasse. Le pasquinate colpirono molti personaggi, la maggior parte dei quali noti per aver preso parte all'esercizio del potere temporale del papato. Le pasquinate furono numerosissime ed esposte a distanza di brevi periodi di tempo. Clemente VII de' Medici, ad esempio, morì dopo una lunga malattia; su Pasquino apparve conseguentemente un ritratto del suo medico, che forse era giudicato non esente da responsabilità circa l'esito delle sue stesse cure, ma tenuto conto delle qualità morali del suo paziente fu indicato come: ecce qui tollit peccata mundi (ecco colui che toglie i peccati del mondo).
Le pasquinate non erano soltanto espressione di un malcontento popolare: in molti casi quegli stessi rappresentanti del potere che erano normalmente, almeno come categoria, oggetto di lazzi e frecciate, le usarono a fini propagandistici contro avversari scomodi, magari sfruttando l'arte poetica ed ironica di letterati che si prestavano al gioco (probabilmente opportunamente ricompensati), come ad esempio Giambattista Marino, Pietro Aretino ed altri. E l'occasione più ghiotta per spargere maldicenze contro concorrenti scomodi nel tentativo di ottenere il favore, almeno popolare, era l'elezione di un nuovo pontefice, che diventava un vero campo di battaglia di una campagna elettorale che si combatteva a colpi di invettive propagandistiche. Non si trattava, in queste situazioni, della classica opposizione al potere, ma solo di favorire qualcuno per la scalata a quel potere.
È in quest'ottica che taluni leggono la famosa citazione seicentesca riferita a Papa Urbano VIII (Barberini), "Quod non fecerunt barbari, fecerunt Barberini" ("Ciò che non fecero i barbari, lo fecero i Barberini"). La frase, faceva riferimento al prelievo del bronzo contenuto nelle travature della trabeazione del Pantheon, che Urbano VIII commissionò al Bernini per la costruzione del monumentale baldacchino conservato al centro della Basilica di San Pietro in Vaticano. Tuttavia che questa pasquinata sia di origine popolare è fortemente improbabile perché è dimostrato che in realtà il popolo romano e l'opinione degli artisti contemporanei plaudì alla decisione del Papa, che utilizzò delle semplici travi di bronzo della trabeazione dell'ingresso del Pantheon (sostituite con altrettanto valide travi di legno) per far realizzare da Bernini un'opera che è tuttora ammirata e studiata.
Sempre in tema di artisti e pontefici, il 4 gennaio 2023 la statua del Pasquino è stata sede della performance artistica di Pep Marchegiani che ha esposto il suo "Celestino VI", opera raffigurante il primo Papa africano, apparso in sogno all'artista abruzzese. Nel XVII secolo le pasquinate, come genere letterario, incontrarono una certa fortuna anche lontano da Roma, soprattutto a Venezia, il cui portavoce fu il Gobbo di Rialto e, in misura minore, a Firenze, con il celebre porcellino della Loggia del Mercato Nuovo nonché la Lodoiga di Brescia.

## Il nome
L'origine del nome è avvolta nella leggenda, di cui esistono diverse versioni. Secondo alcuni Pasquino sarebbe stato un personaggio del rione noto per i suoi versi satirici: forse un barbiere, un fabbro, un sarto o un calzolaio. Secondo Teofilo Folengo mastro Pasquino sarebbe stato un ristoratore che conduceva il suo esercizio nella piazzetta. Un'ipotesi recente sostiene invece che fosse il nome di un docente di grammatica latina di una vicina scuola, i cui studenti vi avrebbero notato delle rassomiglianze fisiche: sarebbero stati questi a lasciare per goliardia i primi fogli satirici. Vi è anche un'altra versione che vorrebbe collegare il nome della statua a quello del protagonista di una novella del Boccaccio (Decameron, IV, 7) morto per avvelenamento da salvia, erba nota invece per le sue qualità sanifiche: il nome quindi sarebbe stato ad indicare chi viene danneggiato dalle cose che si spacciano per buone (come poteva essere, in quel contesto, il potere papale). 
Più articolata e dettagliata è infine la versione che segue, tratta dalla 'Ragioni d'alcune cose' di Lodovico Castelvetro (1505-1571), avendola egli appresa dal ferrarese Antonio Tibaldi (1462-1537), detto il Tibaldeo, il quale visse a Roma gran parte della sua vita e vi morì:
Ma poscia, morto lui, avvenne che, lastricandosi o mattonandosi la strada di Parione, una statua antica di marmo in parte tronca e spezzata, figurativa d'un gladiatore, la quale era mezza sotterrata nella via pubblica e col dorso serviva a camminanti per trapasso acciocché non si bruttassero i piedi nelle stagioni fangose, fu dirizzata in piedi per mezzo la bottega che fu di maestro Pasquino, perciocché, giacendo come faceva prima, rendeva il lastricamento o il mattonamento meno uguale e men bello; alla quale, essendosi dal popolo imposto il nome di colui che quivi vicino soleva dimorare e dinominandosi 'maestro Pasquino', gli avveduti corteggiani e cauti poeti di Roma, non si scostando dall'usanza, già invecchiata, di riprendere i difetti de' grandi uomini come divulgati da maestro Pasquino, a quella assegnarono e assegnano i sentimenti della lor mente quando vollero o vogliono significar quello che non si poteva o non si può, facendosene autori, raccontare o scrivere senza evidente pericolo, siccome avviene a chi ha ardimento di muover la lingua o la penna in disonore di coloro che possono e vogliono nuocer per cagioni ancora vie più leggiere... 
Cotale adunque raccontava il Tibaldeo essere stato il cominciamento di maestro Pasquino e cotale essere stato ed essere e dovere essere il soggetto e la forma de' suoi ragionamenti...»
(Lodovico Castelvetro, Ragioni d'alcune cose segnate nella Canzone di messer Annibal Caro 'Venite a l'ombra de gran Gigli d'oro.' Venezia, 1560.)
Addossata, com'è oggi, la statua di Pasquino alle mura di palazzo Braschi, non è agevole osservarne il dorso e bisognerebbe quindi rimuoverla per controllarne l'usura e capire se è credibile quanto raccontava il succitato Tibaldeo e cioè che a lungo, forse per secoli, quella schiena di marmo fu usata dai passanti romani come saxum transitorium, vale a dire come passaggio pedonale.

## Nei media
Il personaggio di Pasquino ispirò i film Nell'anno del Signore del 1969 e La notte di Pasquino del 2003, entrambi diretti da Luigi Magni e interpretati da Nino Manfredi.